# Dagami
Dagami è una municipalità di quinta classe delle Filippine, situata nella Provincia di Leyte, nella Regione di Visayas Orientale.
Dagami è formata da 65 baranggay:
- Abaca
- Abre
- Balilit
- Balugo
- Banayon
- Bayabas
- Bolirao
- Buenavista
- Buntay
- Caanislagan
- Cabariwan
- Cabuloran
- Cabunga-an
- Calipayan
- Calsadahay
- Caluctogan
- Calutan
- Camono-an
- Candagara
- Canlingga
- Cansamada East
- Cansamada West
- Capulhan

- Digahongan
- Guinarona
- Hiabangan
- Hilabago
- Hinabuyan
- Hinologan
- Hitumnog
- Katipunan
- Lapu-lapu Pob. (Dist. 2)
- Lobe-lobe
- Lobe-lobe East
- Los Martires
- Lusad Pob. (Dist. 6)
- Macaalang
- Maliwaliw
- Maragondong
- Ormocay
- Palacio
- Panda
- Paraiso
- Patoc
- Plaridel
- Poponton

- Rizal
- Salvacion
- Sampaguita
- Sampao East Pob. (Dist. 9)
- Sampao West Pob. (Dist. 8)
- San Antonio Pob. (Dist. 5)
- San Benito
- San Jose Pob. (Dist. 1)
- San Roque Pob. (Dist. 3)
- Santa Mesa Pob. (Dist. 7)
- Santo Domingo
- Sawahon
- Sirab
- Tagkip
- Talinhugon
- Tin-ao
- Tunga Pob. (Dist. 4)
- Tuya
- Victoria